# ثوبانية (القفر)

تعديل مصدري - تعديل

ثوبانية محلة تابعة لقرية الغبيب العالي، التابعة لعزلة بني جماعة بمديرية القفر إحدى مديريات محافظة إب في الجمهورية اليمنية، بلغ تعداد سكانها 39 حسب تعداد اليمن لعام 2004.